# Bombardero medio

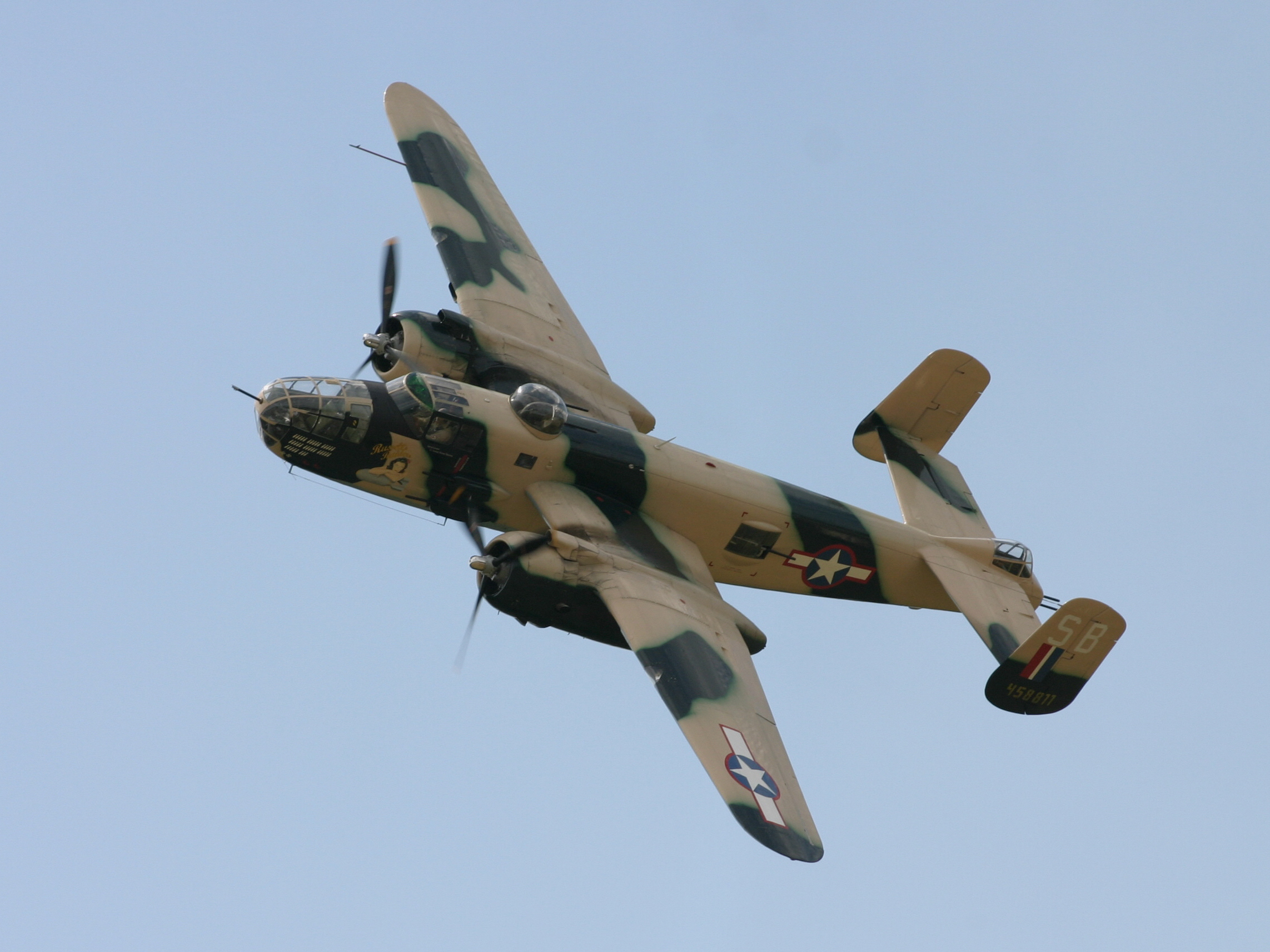
Bombardero medio estadounidense North American B-25 Mitchell.

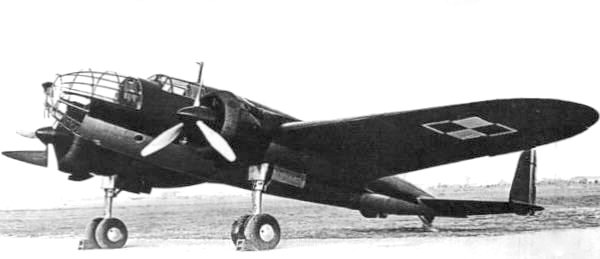
Bombardero medio polaco PZL.37 Łoś.

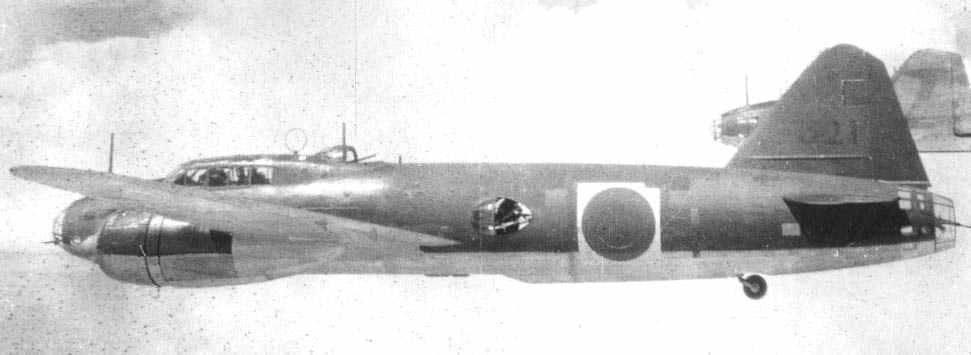
Bombardero medio japonés Mitsubishi G4M.

El bombardero mediano o bombardero medio es un tipo de bombardero diseñado para transportar cargas de bombas medianas a distancias medias; su nombre sirve para distinguirlo de los más grandes bombarderos pesados y los más pequeños bombarderos ligeros. Los bombarderos medios generalmente transportaban una carga de alrededor de 2 toneladas de bombas, en comparación a los bombarderos livianos que transportaban 1 tonelada y a los bombarderos pesados que transportaban 4 toneladas o más.
Este término fue empleado en el período de entreguerras y durante la Segunda Guerra Mundial, basándose en los parámetros de los motores aeronáuticos y la tecnología aeronáutica de los modelos de bombarderos de la época. Después de la guerra, los bombarderos medianos fueron reemplazados en las Fuerzas Aéreas de varios países con cazabombarderos y otros aviones más avanzados. 

## Historia
Al inicio de la década de 1930, varias Fuerzas Aéreas buscaban modernizar sus flotas de bombarderos, que generalmente estaban compuestas por viejos biplanos. Los nuevos diseños eran usualmente monoplanos bimotores, generalmente de construcción completamente metálica y mejorados para un alto desempeño y velocidad que les ayuden a evadir los cada vez más veloces cazas de la época. Algunos de estos bombarderos, tales como el Heinkel He 111, el Junkers Ju 86, el Savoia-Marchetti SM.79, el Douglas B-18 y el Armstrong Whitworth Whitley, fueron desarrollados a partir de aviones de pasajeros o de carga.
El bombardero medio de la Segunda Guerra Mundial en general era cualquier modelo de bombardero capaz de transportar una carga de 1.800 kg (4.000 libras) de bombas a una distancia de entre 2.300 km a 3.200 km (1.500 millas a 2.000 millas). Los bombarderos pesados eran aquellos que podían transportar una carga de 3.600 kg (8.000 libras) o más,[cita requerida] mientras que los bombarderos ligeros transportaban una carga de hasta 907 kg (2.000 libras) de bombas.[cita requerida]
Estas distinciones empezaron a desaparecer a mediados de la Segunda Guerra Mundial, cuando el caza promedio ya podía transportar una carga de 907 kg de bombas. Los avances de los motores aeronáuticos y la ingeniería aeronáutica finalmente permitieron a los bombarderos livianos, los bombarderos tácticos y los posteriores cazabombarderos de reacción efectuar las misiones llevadas a cabo por los bombarderos medios.
Después de la guerra, el uso de este término cesó en general; esto se debió en parte a la desmovilización masiva del equipo de las Fuerzas Aéreas participantes y al hecho que varios de los más producidos modelos de bombarderos medios ya eran obsoletos. Aunque una serie de aviones posteriores fueron diseñados para este papel con la misma carga de bombas y autonomía, estos fueron designados como bombardeos tácticos o aviones de ataque a tierra. Los ejemplos de bombarderos medianos de la Guerra Fría incluyen al English Electric Canberra (y su contraparte estadounidense Martin B-57 Canberra) y al Ilyushin Il-28 "Beagle" soviético.
Después de la Segunda Guerra Mundial, solamente el Mando Aéreo Estratégico estadounidense continuó empleando la locución «bombardero medio» en la década de 1950 para distinguir a sus Boeing B-47 Stratojet de los ligeramente más grandes «bombarderos pesados» Boeing B-52 Stratofortress en las «Alas de Bombardeo». Los viejos bombarderos pesados B-29 y B-50 también fueron redesignados como «bombarderos medios» durante este período. Esta nomenclatura era puramente semántica y burocrática, ya que tanto el B-47 como el B-52 eran mucho más grandes y tenían un desempeño y capacidad de carga mucho mayores a las de cualquier bombardero medio o pesado de la Segunda Guerra Mundial. Del mismo modo, la Real Fuerza Aérea británica a veces mencionaba a sus bombarderos V como bombarderos medios, pero esto era respecto a su autonomía antes que su capacidad de carga de bombas.
Aunque este término ya no se usa más, se continuó con el desarrollo de aviones que realizan el papel de un "bombardero medio" más no llevan este nombre, siendo empleado en varios conflictos durante la Guerra Fría. Entre estos se incluyen bombarderos tácticos tales como el Sukhoi Su-24 y el General Dynamics F-111 Aardvark, que tienen una mayor capacidad de carga de bombas y autonomía respecto a los cazabombarderos, pero son menores respecto a las de los bombarderos estratégicos.

## Modelos
En servicio antes de la Segunda Guerra Mundial
- Armstrong Whitworth Whitley — el primer bombardero mediano británico.
- Bloch MB.210
- CANT Z.1007
- Douglas B-18 Bolo — desarrollado a partir del avión de pasajeros Douglas DC-2.
- Douglas B-23 Dragon
- Dornier Do 23
- Fiat BR.20 — primer bombardero italiano de construcción completamente metálica.
- Fokker T.V — Bombardero de la Fuerza Aérea del Real Ejército Neerlandés (Luchtvaartafdeling).
- Handley Page Hampden — Bombardero medio británico, casi tan veloz como el Bristol Blenheim.
- Heinkel He 111 — considerado como bombardero pesado por la Luftwaffe en algunas misiones.
- Ilyushin DB-3 — precursor del Il-4 (véase abajo)
- Junkers Ju 52 — empleado brevemente en este papel durante la guerra civil española.
- Junkers Ju 86
- Lioré et Olivier LeO 45 — bombardero medio rápido francés.
- Martin B-10 — bombardero estadounidense que era sumamente avanzado cuando entró en servicio en 1934.
- Mitsubishi G3M — conocido por los Aliados con el nombre clave de "Nell".
- Mitsubishi Ki-21 — "Sally"; reemplazó a unos Fiat BR.20 en el Servicio Aéreo del Ejército Imperial Japonés.
- PZL.37 Łoś - el más avanzado avión polaco al inicio de la invasión alemana de Polonia.
- Savoia-Marchetti SM.79 — bombardero medio trimotor italiano, que fue empleado con éxito como torpedero en las primeras etapas de la Segunda Guerra Mundial.
- Vickers Wellington — el bombardero mediano británico más producido, con un singular fuselaje cuadrillado diseñado por Barnes Wallis y una autonomía de 4.023 km (2.500 millas).

Segunda Guerra Mundial
- De Havilland DH.98 Mosquito — considerado un avión polivalente
- Dornier Do 217 — considerado como bombardero pesado por la Luftwaffe en algunas misiones.
- Ilyushin Il-4 — bombardero soviético de largo alcance.
- Junkers Ju 88 — avión versátil empleado en diversos papeles, inclusive torpedero, bombardero en picado, caza nocturno y reconocimiento.
- Martin B-26 Marauder — tuvo la más pequeña tasa de bajas de cualquier bombardero de las USAAF durante la Segunda Guerra Mundial.
- Mitsubishi G4M — conocido por los Aliados con el nombre clave de "Betty".
- Mitsubishi Ki-67 Hiryū — conocido por los Aliados con el nombre clave de "Peggy"; clasificado como bombardero pesado por el Servicio Aéreo del Ejército Imperial Japonés.
- Nakajima Ki-49 Donryu — "Helen"
- North American B-25 Mitchell — el bombardero medio estadounidense más producido.
- Túpolev Tu-2 — empleado en múltiples papeles, tal como el Junkers Ju 88.
- Yermolayev Yer-2
- Yokosuka P1Y Ginga — bombardero mediano según el Servicio Aéreo de la Armada Imperial Japonesa; pero en lo que a tamaño, peso y velocidad respecta, era similar a los bombarderos ligeros Aliados, tales como el Douglas A-26 Invader.

Después de la Segunda Guerra Mundial
- English Electric Canberra - bombardero de reacción británico que entró en servicio en la década de 1950.
- Ilyushin Il-28 — bombardero de reacción soviético.
- Martin B-57 Canberra — versión estadounidense construida bajo licencia del English Electric Canberra.
- Douglas A-3 Skywarrior — cazabombardero embarcado de reacción estadounidense; una variante fue adoptada por el Mando Aéreo Estratégico de la USAF y designada como «bombardero táctico ligero» B-66.
- North American A-5 Vigilante — cazabombardero embarcado supersónico estadounidense.
- Dassault Mirage IV — bombardero estratégico supersónico francés.
- Grumman A-6 Intruder — cazabombardero embarcado estadounidense; su tamaño es aproximadamente el de un bombardero medio de la Segunda Guerra Mundial, con una autonomía y carga de bombas comparables a las de un bombardero pesado de la Segunda Guerra Mundial. Fue retirado del servicio activo en 1997.
- Blackburn Buccaneer — avión contrabuque embarcado de la Marina Real británica.
- General Dynamics F-111 Aardvark — cazabombardero supersónico estadounidense con alas de geometría variable.
- Sukhoi Su-24 — cazabombardero supersónico soviético con alas de geometría variable, similar al F-111 en papeles y configuración.